# Plioceen
| Systeem Periode                          | Serie Tijdvak | Etage Tijdsnede | Ouderdom (Ma) |
| ---------------------------------------- | ------------- | --------------- | ------------- |
| Kwartair                                 | Pleistoceen   | Gelasien        | jonger        |
| Neogeen                                  | Plioceen      | Piacenzien      | 2,58–3,600    |
| Neogeen                                  | Plioceen      | Zanclien        | 3,600–5,333   |
| Neogeen                                  | Mioceen       | Messinien       | 5,333–7,246   |
| Neogeen                                  | Mioceen       | Tortonien       | 7,246–11,62   |
| Neogeen                                  | Mioceen       | Serravallien    | 11,62–13,82   |
| Neogeen                                  | Mioceen       | Langhien        | 13,82–15,97   |
| Neogeen                                  | Mioceen       | Burdigalien     | 15,97–20,44   |
| Neogeen                                  | Mioceen       | Aquitanien      | 20,44–23,03   |
| Paleogeen                                | Oligoceen     | Chattien        | ouder         |
| Indeling van het Neogeen volgens de ICS. |               |                 |               |

Het Plioceen (Grieks: πλεῖον (pleion) = meer; καινός (kainós) = nieuw) is een tijdperk in de geologische tijdschaal, dat duurde van 5,333 tot 2,588 miljoen jaar geleden (Ma). Het Plioceen volgt op het Mioceen en wordt gevolgd door het Pleistoceen.
Tijdens het Plioceen koelde het klimaat geleidelijk af tot de ijskappen op het noordelijk halfrond begonnen te groeien. Op verschillende continenten bestonden mega-fauna's van zoogdieren. De eerste mensachtigen die tot de Hominini gerekend worden verschenen tijdens het Plioceen.

## Stratigrafie
In oude teksten wordt Plioceen ook wel als Pleioceen gespeld. Het Plioceen werd benoemd door Charles Lyell. Oorspronkelijk noemde hij de periode 'Older Pliocene'. Lyell's 'Newer Pliocene' werd later hernoemd naar 'Pleistocene'. De naam Pliocene is afgeleid van de Griekse woorden πλεῖον (pleion, "meer") en καινός (kainos, "nieuw") en betekent ongeveer "voortzetting van de huidige tijd", wat vooral betrekking heeft op de hoeveelheid nog levende molluskensoorten die in het Plioceen van de Middellandse Zee aanwezig is.
Het Plioceen wordt ingedeeld in ten minste twee etages: Zanclien (onder) en Piacenzien (boven). Het daarboven liggende Gelasien werd net als het Zanclien en Piacenzien in Zuid-Europa gedefinieerd. Omdat in Zuid-Europa geen ijskappen lagen trokken de daar werkende stratigrafen het Gelasien bij het Plioceen. Tegelijkertijd werd in Noord-Europa een tweedeling van het Plioceen in Brunssumien (onder) en Reuverien (boven) gemaakt, terwijl het begin van het Pleistoceen (overeenkomstig met het Gelasien) in Noord-Europa in de etages Pretiglien en Tiglien valt. Bij het opstellen van de officiële geologische tijdschaal van het ICS werd de Zuid-Europese indeling boven de Noord-Europese verkozen. Omdat de overgang rond 2,588 miljoen jaar geleden veel ingrijpender was dan de overgang op 1,8 miljoen jaar geleden, lijkt het erop dat de grens tussen het Plioceen en het Pleistoceen (en dus tussen het Neogeen en het Kwartair) bij de eerste grens zal komen te liggen. Daarmee zou het Gelasien de onderste etage van het Pleistoceen worden. Hierover is echter nog geen besluit gevallen.

Voorbeelden van gemigreerde soorten tijdens de Great American Biotic Interchange. Blauwe soorten zijn nieuwkomers in Zuid-Amerika met Noord-Amerikaanse voorouders, olijfgroene soorten zijn nieuwkomers in Noord-Amerika met Zuid-Amerikaanse voorouders.

## Paleogeografie
Een belangrijke ontwikkeling tijdens het Plioceen was het ontstaan van de Landengte van Panama als gevolg van de convergente beweging van de Caribische Plaat en de Zuid-Amerikaanse Plaat. Door het ontstaan van deze landengte raakten Noord- en Zuid-Amerika verbonden en sloot de verbinding tussen de Atlantische en Grote Oceanen zich. Dit had een aantal grote gevolgen. Ten eerste veranderde de zeestroming in de Atlantische Oceaan. In plaats van met het koude water van de Grote Oceaan te mengen zou het warmere water van de Atlantische Oceaan naar het noorden gaan stromen, waardoor de Warme Golfstroom ontstond. Vooral West- en Noord-Europa kregen daardoor een warmer en natter klimaat. Aan de andere kant kwam de stroom van koud water uit de poolstreken naar het zuiden op gang, zodat het klimaat in de tropische gebieden rond de Atlantische Oceaan juist afkoelde.
Een ander gevolg was dat er een grootschalige uitwisseling van soorten tussen Noord- en Zuid-Amerika kon plaatsvinden, die de Great American Interchange genoemd wordt. Zuid-Amerika had vanaf het Krijt geïsoleerd gelegen en een eigen fauna ontwikkeld, gekenmerkt door buideldieren, tandarmen en unieke groepen hoefdieren. Hoewel enkele Zuid-Amerikaanse geslachten succesvol hun verspreidingsgebied noordwaarts uitbreidden, waren het met name de noordelijke zoogdiergroepen zoals roofdieren, evenhoevigen en tapirs die betrokken waren bij de Great American Interchange en zo Zuid-Amerika bereikten.

## Klimaat
Tijdens het Plioceen werden klimaten wereldwijd koeler en droger. De overgang van het Mioceen naar het Plioceen wordt op veel plekken ter wereld gekenmerkt door discordanties in gesteentelagen, waaruit wordt afgeleid dat het zeeniveau rond de 50 meter daalde. Waarschijnlijk was dit het gevolg van het aangroeien van de ijskappen in de poolstreken.
In diepzeekernen uit de noordelijke Atlantische en Grote Oceanen vanaf ongeveer 3 miljoen jaar oude lagen dropstones gevonden. Dit zijn stenen die met ijsbergen meegenomen worden en op de zeebodem terechtkomen wanneer de ijsberg smelt. Ze geven aan dat delen van de noordelijke ijszee gedurende het Plioceen met ijs bedekt raakten (zoals ook tegenwoordig het geval is). De aangroei van de ijskappen komt ook tot uiting in een plotselinge verandering in de concentraties van zuurstofisotopen.
Gemiddeld werd het klimaat tijdens het Plioceen ongeveer 3 °C koeler, maar bleef het nog altijd warmer dan tegenwoordig het geval is. Deze afkoeling en verdroging van het klimaat kan voor het verdwijnen van bossen en het verspreiden van grasland hebben gezorgd.

## Flora en fauna

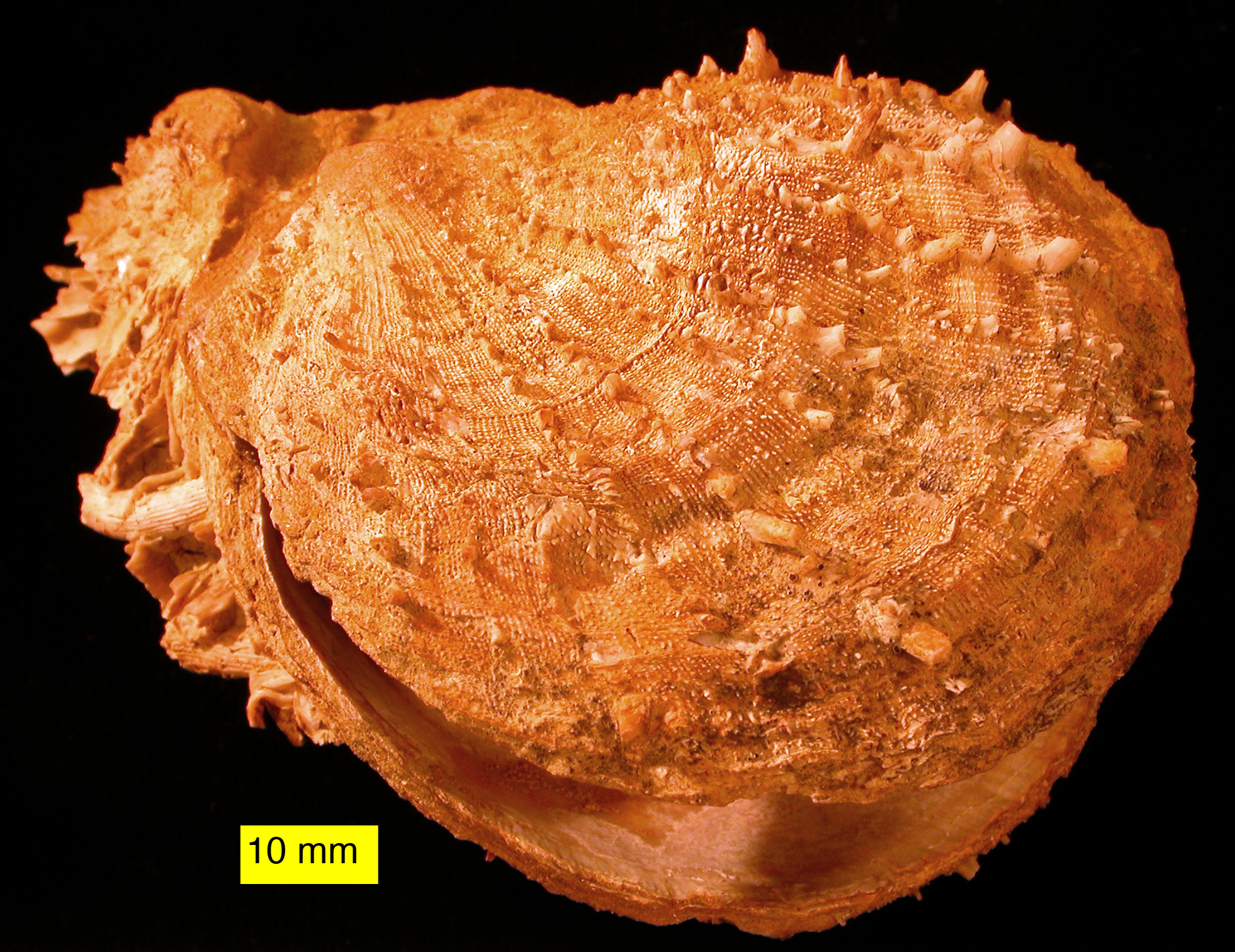
Spondylus.

In het Plioceen leek de natuur al veel op die van tegenwoordig; zo waren er al veel gewervelde dieren die nu nog steeds bestaan- neushoorns, stekelvarkens, leeuwen, luipaarden, otters, gieren en zebra's. Echter, er waren ook andere hominiden, sabeltandkatten, enkele overlevende geslachten van schrikvogels en mastodonten.
Onderzoek van Pimiento en collega's uit 2017 laat zien dat er in het Plioceen een uitstervingsgolf plaatsvond onder de grote zeedieren. Ongeveer 36% van alle grote zeedieren stierf uit, zoals aquatische luiaards als Thalassocnus, doejongs in de westelijke Atlantische Oceaan en Middellandse Zee zoals Metaxytherium, verschillende soorten dolfijnen en walvissen zoals de beloega-achtige Bohaskaia en de reuzenpotvis Livyatan, pinguïns, zeeschildpadden zoals de lederschildpad Psephophorus, en grote haaien zoals de megalodon. De afname in diversiteit was het grootst voor zeezoogdieren (55%), gevolgd door zeeschildpadden (43%), zeevogels (35%) en haaien (9%). Dit uitsterven van de mariene megafauna tussen 3,8 en 2,4 miljoen jaar geleden werd waarschijnlijk veroorzaakt door snelle en drastische dalingen van de zeespiegel ten gevolge van het groeien van de poolkappen bij een algemeen afkoelend klimaat leidend tot het abrupt verdwijnen van habitat en biodiversiteit.

## Enkeleuitgestorvendieren uit het Plioceen
Zoogdieren
- Australopithecus
- Deinotherium
- Gigantopithecus
- Dinofelis
- Ancylotherium
- Odobenocetops

Vissen
- Megalodon

Mollusken
(ten minste honderden soorten uitgestorven)
- Astarte trigonata
- Cerastoderma hostiei
- Ellobium pyramidale
- Neptunea angulata
- Palliolum gerardi
- Spisula inaequilatera
- Yoldia semistriata